# 油谷湾温泉
油谷湾温泉（ゆやわんおんせん）は、山口県長門市（旧国長門国）にある温泉。

## 泉質
- アルカリ性単純温泉
  - 源泉温度25℃

浴槽は循環ながらトロトロした浴感で、「温泉総選挙」の“うる肌部門”で1位を獲得したことがある。
温泉評論家の郡司勇は、「最強の「つるつる強し」である。トロミを感じる湯であった。」と評している。

## 周辺環境
一軒宿であるホテル、「ホテル楊貴館」が存在する。ホテル名は当地に残る楊貴妃伝説に因む。油谷湾に面し、露天風呂からは同湾を一望できる。付近には伊上海浜公園や楊貴妃の墓がある二尊院がある。

## 歴史
一軒宿の開業は1973年である。

## アクセス
- 車 : 中国自動車道美祢ICから約50分
- 鉄道 : 山陰本線伊上駅下車